# Bahnarski jezici
Bahnarski jezici, ogranak od 40 istočnih mon-khmerskih jezika iz Laosa, Vijetnama i Kambodže.
Predstavnici su: 
a. Centralni (6): alak, bahnar, kaco', lamam, romam, tampuan,
b. Sjeverni  (14):
b1. istočni (3):
a. Cua-Kayong (2): cua, kayong,
b. Takua (1): takua,
b2. Zapadni (10):
a. Duan (1): halang doan,
b. Jeh-Halang (2): halang, jeh,
c. Rengao (1): rengao,
d. Sedang-Todrah (4): 
d1. Sedang (2): hre, sedang,
d2. Todrah-Monom (2): monom, todrah,
talieng,
trieng.
katua,
c Južni (9); 
c1. Sre-Mnong (6):
a. Mnong (4): 
a1. istočni mnong (1): istočni mnong
a2. južni-centralni mnong (3): kraol, centralni mnong, južni južni mnong
b. Sre (2): koho, maa,
c2. Stieng-Chrau (2): chrau, bulo stieng
budeh stieng
d. Zapadni (11): 
d1. Brao-Kravet (4):kavet (kravet), kru'ng 2, lave, sou,
d2. Laven (1): laven,
d3. Nyaheun (1): nyaheun,
d4. Oi-The (5): jeng, oy, sapuan, sok, the,

## Vanjske poveznice
- Ethnologue (14th)
- Ethnologue (15th)